# 1260
Високе Середньовіччя •  Реконкіста •  Хрестові походи •  Монгольська імперія

## Геополітична ситуація
На території колишньої Візантійської імперії існує декілька держав, зокрема Латинська імперія, Нікейська імперія та Трапезундська імперія. У Священній Римській імперії триває період міжцарства (до 1273). У Франції править Людовик IX (до 1270).
Апеннінський півострів розділений: північ належить Священній Римській імперії, середню частину займає Папська область, південь належить Сицилійському королівству. Деякі міста півночі: Венеція, Піза, Генуя тощо, мають статус міст-республік.
Майже весь Піренейський півострів займають християнські Кастилія, Леон (Астурія, Галісія), Наварра, Арагонське королівство (Арагон, Барселона) та Португалія, під владою маврів залишилися тільки землі на самому півдні. Генріх III є королем Англії (до 1272), а королем Данії — Ерік V (до 1286).
Ярлик від Золотої Орди на княжіння у Володимирі-на-Клязьмі має Олександр Невський. Король Русі Данило Романович править у Галичі. На чолі королівства Угорщина стоїть Бела IV (до 1270). У Кракові княжить Болеслав V Сором'язливий (до 1279).
У Єгипті правлять мамлюки, у Сирії — Аюбіди. Невеликі території на Близькому Сході утримують хрестоносці. У Магрибі розпадається держава Альмохадів. Сельджуки, які окупували Малу Азію, опинилися під владою монголів. Монгольська імперія поділена між спадкоємцями Чингісхана. Північний Китай підкорений монголами, на півдні править династія Сун. Делійський султанат є наймогутнішою державою Північної Індії, а на півдні Індії домінує Чола. В Японії триває період Камакура.
Цивілізація майя переживає посткласичний період. Почала зароджуватися цивілізація ацтеків.

## Події
- 4 вересня у битві при Монтаперто зійшлись війська флорентійських гвельфів і вигнаних з міста гібелінів, представників двох політичних партій (перші підтримували папу римського, інші — імператора Священної Римської імперії). Перемогу здобули гібеліни і гвельфи були вже остаточно вигнані з Флоренції і оселились у Сієні.
- Пржемисл Отакар II відібрав Штирію в угорського короля Бели IV.
- Земгали та курші отримали перемогу над силами Тевтонського ордену в битві біля озера Дурбе.
- Литовський князь Міндовг зрікся християнства й відмовився від титулу короля.
- Освячено Шартрський собор.
- Бейбарс захопив владу в Єгипті після вбивства Кутуза.
- Мамлюки здобули перемогу над монгольськими військами хана Хулагу біля Айн-Джалута в Галілеї. Це перша значна поразка монголів.
- У Монгольській імперії почалася війна за верховенство між Хубілаєм і Ариг-бугою.
- Яків Ворагінський скомпілював середньовічний бестселер Золоту легенду.
- Постав Ногайський улус.